# Blekinge läns och Kristianstads läns valkrets
Blekinge läns och Kristianstads läns valkrets var från och med förstakammarvalet 1921 en egen valkrets i första kammaren till den svenska riksdagen. Antalet mandat var tio under perioden 1922–1931, därefter nio 1932–1963 och slutligen åtta 1964–1970.

## Riksdagsledamöter

### 1922–1923
- Johan Nilsson, n
- Axel Hansson Wachtmeister, n
- Karl Olsson, bf
- Elof Andersson, lib s
- Ulrik Leander, lib s
- Bror Petrén, lib s
- Johan Gustaf Carlsson, s
- Olof Carlsson, s
- William Linder, s
- Gustaf Nilsson, s

### 1924–1931
- Jeppe Clemedtson, n
- Adolf Dahl, n (1924–1930)
  - Gustaf Ehrnberg, n (1931)
- Johan Nilsson, n
- Axel Hansson Wachtmeister, n (1924–6/6 1926)
  - Erik Forssberg, n (1927–1931)
- Alexander Nilsson, bf
- Elof Andersson, fris
- Bror Petrén, lib (1924–1925)
  - Ulrik Leander, fris (1926–1931)
- William Linder, s
- Gustaf Nilsson, s (1924–30/4 1926)
  - Martin Kropp, s (18/5 1926–3/5 1931)
    - Martin Olsson, s (26/5–31/12 1931)
- Theodor Östergren, s

### 1932–1939
- Gustaf Ehrnberg, n 1932–1934, h 1935–1939 (1932–23/5 1939)
  - Anders Hansson, h (1939 års urtima riksmöte t.o.m. 31/12 1939)
    - Nils Elowsson, s (1939 års urtima riksmöte fr.o.m. 1/1 1940)
- Erik Forssberg, n (1932–1934)
  - Nils Swartling, h (1935–31/12 1939)
    - Hugo Witzell, s (1939 års urtima riksmöte fr.o.m. 1/1 1940)
- Johan Nilsson, n 1932–1934, h 1935–1939
- Alexander Nilsson, bf (1932–31/12 1939)
  - Arvid De Geer, bf (1939 års urtima riksmöte fr.o.m. 1/1 1940)
- Anton Pettersson, bf (1932–31/12 1939)
  - Gustaf Elofsson, bf (1939 års urtima riksmöte fr.o.m. 1/1 1940)
- Elof Andersson, fris 1932–1934, fp 1935–1939
- Lars Borggren, s (1932)
  - Jacob Hansson, s (1933–1939)
- William Linder, s
- Theodor Östergren, s (1932–1933)
  - Robert Berg, s (1934–1939)

### 1940–1947
- Johan Nilsson, h
- Arvid De Geer, bf (1940–6/7 1946)
  - Karl Persson, bf (25/7 1946–1947)
- Gustaf Elofsson, bf
- Elof Andersson, fp (1/1–10/10 1940)
  - Emil Petersson, fp (16/11 1940–1947)
- Robert Berg, s
- Nils Elowsson, s
- Jacob Hansson, s (1940–16/10 1945)
  - William Olsson, s (31/10 1945–1947)
- William Linder, s
- Hugo Witzell, s (1940)
  - Viktor Thörnberg, s (1941–15/2 1942)
    - Helmer Wikström, s (7/3 1942–13/2 1943)
      - Ragnar Rosenberg, s (8/3 1943–1947)

### 1948–1955
- Johan Nilsson, h
- Gustaf Elofsson, bf
- Karl Persson, bf
- Hardy Göransson, fp
- Emil Petersson, fp (1948–1951) 
  - Nils Hansson, fp (1952–1955)
- Nils Elowsson, s
- Elof Hällgren, s
- Ragnar Rosenberg, s (1948–23/1 1952)
  - William Olsson, s (11/2 1952–21/10 1955; avliden)
    - Gunnar Brånstad, s (8/11–31/12 1955)
- Ernst Wigforss, s (1948–1953)
  - Rikard Svensson, s (1954–1955)

### 1956–1963
- Yngve Nilsson, h
- Gustaf Elofsson, bf/c
- Tor Wolgast, bf/c (1956–9/4 1959)
  - Ernst Olsson, c (23/4 1959–1963)
- Nils Hansson, fp
- Sten Åkesson, fp
- Gunnar Berg, s
- Nils Elowsson, s
- Svante Kristiansson, s
- Rikard Svensson, s

### 1964–1970
- Yngve Nilsson, h/m
- Gustaf Elofsson, c (1964–1967)
  - Anna-Lisa Nilsson, c (1968)
    - Egon Andreasson, c (1969–1970)
- Nils Hansson, fp (1964–1967)
  - Ernst Olsson, c (1968–1970)
- Sten Åkesson, fp
- Helge Karlsson, s
- Svante Kristiansson, s
- Rikard Svensson, s
- Nils Erik Wååg, s